# Julia Fischer
Julia Fischer (sinh ngày 15 tháng 6 năm 1983) là một nghệ sĩ violin và piano người Đức. Cô giảng dạy tại Đại học Âm nhạc và Biểu diễn Nghệ thuật Munich và biểu diễn tới 60 lần mỗi năm.

## Tiểu sử
Julia Fischer là người Slovakia gốc Đức. Cha mẹ cô gặp nhau khi còn là sinh viên ở Praha. Mẹ cô, Viera Fischer (nhũ danh Krenková), là người Đức gốc Do Thái đến từ Košice, Tiệp Khắc, và nhập cư vào Cộng hòa Liên bang Đức năm 1972. Cha cô, Frank-Michael Fischer là một nhà toán học từ Đông Đức, cũng chuyển từ Đông Sachsen sang Tây Đức năm 1972. Ngoài tiếng Đức, Fischer còn cũng thông thạo tiếng Anh và tiếng Pháp.
Fischer bắt đầu chơi violin trước sinh nhật lần thứ tư và được người thầy Helge Thelen dẫn dắt đầu tiên. Vài tháng sau, cô bắt đầu học piano từ mẹ. Fischer từng nói: "Mẹ tôi là một nghệ sĩ piano và tôi cũng muốn chơi piano, nhưng vì anh trai tôi cũng chơi piano nên tôi nghĩ sẽ rất tuyệt khi học một nhạc cụ khác. Tôi đồng ý thử chơi violin và tiếp tục tập nó." Fischer cũng ủng hộ niềm tin của mẹ cô rằng giáo dục âm nhạc dưới bất kỳ hình thức nào cũng đều nên bao gồm các nguyên tắc cơ bản về piano để mở rộng khả năng biểu diễn và kiến thức của một người về hòa âm, lý thuyết và cả phong cách chơi. Năm 8 tuổi, cô bắt đầu học violin chính thức tại Nhạc viện Leopold Mozart ở Augsburg, dưới sự dạy dỗ của Lydia Dubrowskaya. Khi lên chín tuổi, cô được nhận vào Đại học Âm nhạc và Biểu diễn Nghệ thuật Munich, nơi cô làm việc với Ana Chumachenco. Năm 12 tuổi là lần đầu tiên Fischer chơi Concerto Violin của Beethoven tại quê nhà của mẹ cô ở Đông Slovakia, và sau đó biểu diễn lại với Yehudi Menuhin ở Viên. Beethoven cũng là nhà soạn nhạc yêu thích của mẹ và anh trai cô. Cha mẹ Fischer ly hôn khi cô mười ba tuổi. Khi còn là một thiếu niên, cô đã được truyền cảm hứng bởi những nghệ sĩ tài ba như Glenn Gould, Evgeny Kissin, và Maxim Vengerov.

## Sự nghiệp

### 1995–1996: Các cuộc thi
Fischer có thể chơi thành thạo cả phần violin và phần piano của các bản sonata. Thực hành cả hai phần của các bản sonata của Beethoven là cách cô bắt đầu học âm nhạc ở tuổi lên 4. Cách tiếp cận này đã nâng cao hiểu biết của cô về sự hài hòa và phong cách của các tác phẩm mà cô chơi với tư cách là một nghệ sĩ vĩ cầm. Cô ngừng luyện tập piano trong vài tháng khi đang chuẩn bị cho cuộc thi Menuhin vào năm 1995.
Có hai cuộc thi đã xác định sự nghiệp ban đầu của Fischer với tư cách là một nghệ sĩ vĩ cầm chuyên nghiệp. Cuộc thi danh giá nhất mà Fischer giành được là Cuộc thi Violin Yehudi Menuhin Quốc tế năm 1995, diễn ra ở Folkestone dưới sự giám sát của chính Yehudi Menuhin. Màn trình diễn của cô đã giành được giải nhất ở hạng mục dành cho lứa tuổi thiếu niên cũng như tất cả các giải đặc biệt, bao gồm cả giải Bach cho phần trình diễn solo xuất sắc nhất trong tác phẩm của nhà soạn nhạc. Nhà báo âm nhạc Edward Greenfield nói, "Tôi nghe Julia Fischer lần đầu tiên vào năm 1995 khi 12 tuổi trong Cuộc thi Violin Yehudi Menuhin. Cô ấy không chỉ giành chiến thắng hoàn toàn ở hạng mục thiếu niên mà còn rõ ràng là người được truyền cảm hứng nhiều hơn bất kỳ ai ở hạng mục người lớn." Giáo viên Munich của cô, Ana Chumachenco, đã giúp Fischer tăng cường trình độ bằng cách cho cô thực hành các bài tập violin khó của Sarasate. Năm 1996, cô giành chiến thắng trong một cuộc thi lớn khác, Cuộc thi âm nhạc châu Âu lần thứ tám dành cho các nghệ sĩ nhạc cụ trẻ ở Lisbon, thời điểm đó chương trình được phát sóng ở 22 quốc gia.

### 1997–2002: Sự nghiệp nghệ sĩ solo
Fischer bắt đầu sự nghiệp của mình từ rất sớm, mặc dù cô đã đi học ở trường Gymnasium cho đến năm 19 tuổi, học toán và vật lý cũng như âm nhạc, và đậu trường Abitur vào mùa xuân năm 2002. Cô đã tổ chức các buổi hòa nhạc từ năm 11 tuổi và bắt đầu giảng dạy với tư cách là một giáo viên violin chuyên nghiệp năm 23 tuổi. Lorin Maazel, chỉ huy trưởng của Dàn nhạc Giao hưởng Đài phát thanh Bavaria có trụ sở tại Munich từ năm 1993 đến năm 2002, là cố vấn của Fischer từ năm 1997. Ông từng biểu diễn trong một buổi hòa nhạc với Fischer ít nhất một lần mỗi năm. Maazel đã để Fischer biểu diễn với tư cách nghệ sĩ độc tấu với Dàn nhạc Giao hưởng Đài phát thanh Bavaria lần đầu tiên tại lễ hội Bad Kissingen và sau đó vào tháng 3 năm 2000, tại Munich, nơi dàn nhạc có sự cạnh tranh rất khốc liệt.
Fischer đã làm việc với nhiều nhạc trưởng nổi tiếng trên thế giới như Simon Rattle, Lorin Maazel, Christoph Eschenbach, Yakov Kreizberg, Yuri Temirkanov, Sir Neville Marriner, David Zinman, Zdeněk Mácal, Jun Märkl, Ruben Gazarian, Marek Janowski, Herbert Blomstedt, và Michael Tilson Thomas. Cô cũng đã làm việc với nhiều dàn nhạc hàng đầu của Đức, Mỹ, Anh, Ba Lan, Pháp, Ý, Thụy Sĩ, Hà Lan, Na Uy, Nga, Nhật, Séc và Slovakia. Cô cũng đã biểu diễn ở hầu hết các nước Châu Âu, Hoa Kỳ, Brazil và Nhật Bản. Các buổi hòa nhạc của cô đều được phát sóng trên truyền hình và đài phát thanh ở mọi quốc gia lớn ở Châu Âu. Nhiều buổi hòa nhạc đã được giới thiệu trên các đài phát thanh Hoa Kỳ, Nhật Bản và Úc.

### 2003–2013: Các buổi biểu diễn và phát hành CD
Năm 2003 là một năm quan trọng trong sự nghiệp của Fischer, bao gồm cả lần ra mắt trung tâm hoà nhạc Carnegie Hall của cô, khi cô nhận được sự hoan nghênh chào đón nhiệt liệt cho buổi biểu diễn Bản hòa tấu đôi của Brahms với Lorin Maazel và Dàn nhạc Giao hưởng Đài phát thanh Bavaria. Cũng trong năm này, Fischer đã biểu diễn lần đầu tiên với Berlin Philharmonic dưới sự chỉ đạo của Lorin Maazel cũng như với Dàn nhạc Giao hưởng London. Bất chấp sự phức tạp của chương trình khi thay đổi hai tuần trước buổi hòa nhạc, nhưng Julia đã thực hiện xuất sắc 2 bản concerto cho violin của Beethoven đến bản concerto cho violin Bartók mà trước đây cô chưa từng chơi. Sau nhiều buổi biểu diễn ở Mỹ trong sáu năm trước, vào năm 2003, Fischer cũng đã biểu diễn với New York Philharmonic dưới sự chỉ huy của Lorin Maazel. Cô chơi bản Concerto Violin Rê thứ Op.47 của Sibelius ở Trung tâm Lincoln tại New York, cũng như bản concerto Violin Mendelssohn  ở Vail, Colorado. Cô đã đi lưu diễn với Sir Neville Marriner và Học viện St Martin in the Fields, Herbert Blomstedt và dàn nhạc giao hưởng Leipzig Gewandhaus, Dàn nhạc giao hưởng Hoàng giaRoyal Philharmonic và Dresden Philharmonic.
Vào mùa thu năm 2004, hãng Pentatone phát hành CD đầu tiên của Fischer: Bản hòa tấu vĩ cầm Nga với Yakov Kreizberg và Dàn nhạc Quốc gia Nga. Nó đã nhận được nhiều đánh giá nhiệt liệt, lọt vào top 5 đĩa nhạc cổ điển bán chạy nhất ở Đức trong vòng vài ngày và nhận được "Sự lựa chọn của biên tập viên" từ Grammy vào tháng 1 năm 2005. Các bản thu âm được giới phê bình đánh giá cao khác bao gồm bản sonata và partitas cho violin solo của JS Bach, Bản concerto cho violin của Mozart và bản concerto cho violin của Tchaikovsky. Năm 2006, Fischer được bổ nhiệm làm giáo sư tại Đại học Âm nhạc và Biểu diễn Nghệ thuật Frankfurt. Cô là giáo sư trẻ nhất của Đức vào thời điểm đó. Cô đã xuất bản một số CD được đánh giá cao và được trao giải thưởng cho Pentatone (bản hòa tấu violin Nga, Solo Sonatas và Partitas của Bach, Mendelssohn Trios, Mozart concertos, Brahms Vc. Và Double Concerto) cũng như cho Decca (các bản hòa tấu Violin Bach, Paganini 24 Caprices cho độc tấu Violin, Nhạc ấn tượng với tựa đề 'Poème', và Dvorak / Bruch combi Made in Switzerland) cùng với hai DVD (Vivaldi Bốn mùa và Hòa nhạc năm mới 2008 tại Frankfurt, nơi cô solo cả hai trên violin và piano).
Vào ngày 1 tháng 1 năm 2008, Fischer có buổi ra mắt công chúng với tư cách là một nghệ sĩ piano, biểu diễn bản Concerto cho piano của Edvard Grieg cung La thứ với Junge Deutsche Philharmonie tại Alte Oper, Frankfurt. Buổi hòa nhạc được thực hiện bởi Matthias Pintscher, người đã thay thế Sir Neville Marriner. Đồng thời, cô cũng biểu diễn Violin Concerto số 3 cung Si thứ của Camille Saint-Saëns. Fischer đã biểu diễn buổi hòa nhạc này một lần nữa tại Saint Petersburg vào ngày 4 tháng 1 năm 2008. Năm 2009, Fischer ký hợp đồng với hãng thu âm Decca Classics. Vào mùa thu năm 2011, Fischer tiếp quản ghế giáo viên cũ của cô là Ana Chumachenco tại Đại học Âm nhạc và Biểu diễn Nghệ thuật Munich. Tại Lễ Phục sinh Salzburg năm 2011, Fischer đã chơi bản hòa tấu vĩ cầm của Alban Berg với Simon Rattle và Berlin Philharmonic. Vào tháng 5 năm 2013, cô biểu diễn lần đầu tiên với Vienna Philharmonic dưới sự chỉ đạo của Esa-Pekka Salonen. Cô biểu diễn các bản hòa tấu vĩ cầm của Esa-Pekka Salonen và Ludwig van Beethoven.

### 2013–nay: Tiếp tục sự nghiệp violin và các buổi diễn thính phòng
Khi Fischer chơi bản concerto cho violin của Dvořák với David Zinman và Tonhalle-Orchester Zürich tại BBC Proms vào ngày 21 tháng 7 năm 2014, bản hòa tấu đã được thu âm và nhận được những đánh giá khách quan, chính xác:
"Julia Fischer trình bày biểu diễn tuyệt vời bản concerto cho vĩ cầm của Dvořák. Cô ấy chơi với cảm nhận tự nhiên của mình đối với nhịp độ chính xác, một loạt các động lực được áp dụng trong trí tưởng tượng, ngữ điệu đẹp và kỹ thuật ngoạn mục. Cô ấy rất thơ mộng trong lúc biểu diễn chương nhạc thứ hai đáng yêu và trong các chương khác, cô ấy chơi với một sự năng động thực sự, bắt tất cả kịch tính và niềm vui vào trong âm nhạc. [...] Tôi đã trích dẫn kỹ thuật của Fischer ở trên, bạn có thể xem và lắng nghe để thấy kinh ngạc trước màn trình diễn cực kỳ tinh tế và cực kỳ toả sáng của cô ấy trong đêm chung kết của bản Hindemith Solo Violin Sonata cung Sol thứ."
Trước đó vào năm 2011, Fischer thành lập tứ tấu Fischer với Alexander Sitkovetsky (violin), Nils Mönkemeyer (viola) và Benjamin Nyffenegger (cello). Bộ tứ đã đi lưu diễn vào đầu năm 2018 với các điểm dừng ở Leipzig, London, Luxembourg, Munich và Zürich. Đối tác âm nhạc trong nhạc thính phòng của nhóm là Daniel Müller-Schott (cello), Milana Chernyavska, Yulianna Avdeeva và Igor Levit (piano).
Trong mùa hòa nhạc 2018–2019, Fischer chơi bản hòa tấu violin Beethoven với Michael Tilson Thomas và Dàn nhạc Giao hưởng London tại London vào ngày 30 tháng 5 năm 2019.

## Quan điểm nghệ thuật

### Quan điểm biểu diễn
Fischer từng nói: "Điều hữu ích cho sự nghiệp là hãy luôn luôn hướng về âm nhạc chứ không phải về sự nghiệp. Ngay khi một nhạc sĩ trẻ quyết định lập nghiệp thay vì đam mê âm nhạc, tôi có thể đảm bảo rằng điều đó sẽ là một sự nghiệp ngắn ngủi. Tôi thực sự tin rằng nếu ai đó muốn dành cả cuộc đời chuyên nghiệp của mình cho âm nhạc, họ sẽ có thể là nghệ sĩ độc tấu, thành viên dàn nhạc, giáo viên, người quảng bá buổi hòa nhạc,... nó không quan trọng. Người ta nên chọn trở thành một nhạc sĩ bởi vì người ta tin rằng thế giới cần âm nhạc và không có âm nhạc, đời sống tình cảm của con người sẽ chết. Mọi thứ đều đến với sự cống hiến và làm việc chăm chỉ."
Trong một cuộc phỏng vấn vào tháng 5 năm 2006, cô cho biết bản concerto cho violin của Beethoven có lẽ là bản concerto mà cô thích nhất.. Mẹ cô đã dạy Fischer và anh trai cô chơi piano chỉ vì yêu thích và đam mê âm nhạc cổ điển. Ban giám khảo của Giải thưởng Tạp chí Âm nhạc BBC năm 2006 cho biết, "Có rất nhiều bản thu âm các tác phẩm của Bach dành cho violin độc tấu nhưng hiếm khi chúng đạt đến đỉnh cao ngoạn mục về nghệ thuật âm nhạc như bản này. Julia Fischer là một nghệ sĩ chuyên nghiệp đáng kinh ngạc và là một nhạc sĩ có tâm hồn, người không để một chút rào cản nào chen giữa âm nhạc và người nghe".
Năm 2010, một nhà phê bình cho tờ Guardian đã viết: "Mặc dù vẫn ở độ tuổi ngoài 20, nhưng cô ấy đã chơi những tác phẩm của Bach trong gần hai thập kỷ, như trong một hành động tôn thờ riêng tư hàng ngày. [...] Âm thanh đầy máu lửa của Fischer vẫn cho thấy chính xác đến nghẹt thở. Với sự hiểu biết hoàn hảo của mình về nhịp điệu đồng đều và sự cao trào hăng say gia tăng ở cốt lõi của tác phẩm, cô ấy đã níu kéo khán giả trong một sự thu hút giống như một phó nháy. " Joshua Kosman về Julia Fischer ngày 3 tháng 6 năm 2009 rằng: "Trên sân khấu hòa nhạc, biểu diễn âm nhạc của Bach, Schubert hoặc Sibelius, nghệ sĩ vĩ cầm trẻ xuất sắc người Đức Julia Fischer là hình ảnh của sự tập trung và kỷ luật. Ngoài sân khấu, cô ấy cũng vậy." 

### Quan điểm thu âm
Về việc thu âm cho Pentatone, Fischer từng nói: "Tôi đã nhận được lời đề nghị từ các công ty lớn nhưng không ai kháng nghị. Bạn không cần phải ghi lại. Yakov [Kreizberg] đã nói chuyện với tôi và với những người ở Pentatone để gắn kết chúng tôi lại với nhau. Pentatone ít nhiều đã cho tôi sự khó hiểu về những gì tôi thu âm và những nhạc sĩ tôi làm việc cùng là sự lựa chọn của tôi; tất cả những điều này rất quan trọng đối với tôi. Tôi ghi âm để trải nghiệm điều gì đó và để giúp ích cho việc chơi và tạo nhạc của tôi. Đối với đĩa CD concerto, Yakov và tôi đã thực sự nói về các bản nhạc; Tôi đã học được rất nhiều điều nhờ đó. "
Theo Strings Magazine, "Khi Kreizberg đề nghị cô ấy thu âm với Dàn nhạc Quốc gia Nga, cô ấy nói có, nhưng cô tự hỏi liệu nó có thành hiện thực hay không, vì biết rằng những kế hoạch thu âm chóng vánh như vậy thường tan thành mây khói. Vẫn sau buổi biểu diễn cuối cùng của họ ở Philadelphia, Kreizberg đã có lịch trình và đột nhiên Fischer, người thậm chí còn chưa quyết định có muốn bắt đầu thu âm thường xuyên hay không, đã ký hợp đồng ba năm, bảy CD với PentaTone, hãng công nghệ cao mới của Hà Lan, đứng đầu bởi các cựu giám đốc điều hành Philips Classics và là một trong những nhãn hiệu đầu tiên áp dụng công nghệ âm thanh vòm SACD 5.1 kênh mới." Bài báo tiếp tục nói rằng "Mặc dù cô ấy vẫn còn chưa chắc chắn, nhưng điều quyết định cô ấy ký vào hợp đồng là tất cả các bản thu âm Concerto sẽ được thực hiện bởi Kreizberg."

## Tiết mục
Các nhà soạn nhạc mà Fischer dành nhiều thời gian nhất là Beethoven, Bach, Dvořák, Schubert và Brahms. Các tiết mục mà cô tích cực biểu diễn của cô trải dài từ Bach đến Penderecki, từ Vivaldi đến Shostakovich, bao gồm hơn 40 tác phẩm với dàn nhạc và khoảng 60 tác phẩm âm nhạc thính phòng. Cô được biết đến với phần trình diễn tác phẩm của Bach, đoạt giải Bach tại cuộc thi Menuhin năm 1995 và giải Nghệ sĩ mới xuất sắc nhất của Tạp chí Âm nhạc năm 2006 cho CD Johann Sebastian Bach, Sonatas và Partitas cho solo violin (BWV 1001–1006).

## Nhạc cụ
Hiện tại, Fischer đang chơi một cây đàn Guadagnini 1742 được mua vào tháng 5 năm 2004, và cả một cây đàn vĩ cầm của Philipp Augustin 2011, mà cô đã sở hữu từ năm 2012. Trong bốn năm trước đó, cô đã sử dụng Stradivarius, chế tác năm 1716, được cho mượn từ Nippon Music Foundation, một nhạc cụ trước đây thuộc về Iona Brown. Cô thường sử dụng vĩ của Benoît Rolland, nhưng đôi khi là bản sao của Heifetz Tourte, của nhà sản xuất người Viên Thomas Gerbeth cho âm nhạc thời kỳ Cổ điển đầu tiên.
Fischer nói trong tháng 8 năm 2010: "Tôi chơi đàn violin cỡ người lớn (4/4) kể từ khi tôi 10 tuổi. Chất lượng các nhạc cụ của tôi được cải thiện theo thời gian: Ventapane, Gagliano, và sau đó là Testore, lên đến đàn Guarneri del Gesù vào năm 1998. Tuy nhiên, Tôi không hài lòng với cây vĩ cầm đó, và đổi sang cây đàn Stradivarius - chế tác năm 1716, tài sản của Tổ chức Âm nhạc Nippon - nơi tôi đã chơi trong bốn năm, điều mà tôi rất hài lòng. Tuy nhiên, tôi luôn muốn có một cây đàn Nhạc cụ của riêng tôi. Vì vậy, sáu năm trước, tại London, tôi đã mua với sự tư vấn của người điều hành buổi hòa nhạc của Học viện St. Martin in the Fields, một trong những người bạn thân nhất của tôi, cây đàn Guadagnini 1742."

## Đời tư
Fischer đã kết hôn và có hai con. Cô sống ở Gauting, một vùng ngoại ô ở quê hương Munich.

## Giải thưởng
Fischer đã giành được năm giải thưởng cho khả năng chơi violin và ba giải thưởng cho việc chơi piano tại Jugend musiziert. Cô ấy đã thắng tất cả tám cuộc thi mà cô ấy tham gia.
Năm 1997, Fischer được trao giải "Prix d'Espoir" của Tổ chức Âm nhạc Công nghiệp Châu Âu. Cô đã có cơ hội chơi violin của riêng Mozart trong căn phòng mà ông sinh ra tại Salzburg để kỷ niệm 250 năm ngày sinh của ông.
- 1995: Giải nhất cuộc thi quốc tế Yehudi Menuhin, ngoài một giải đặc biệt, "Tác phẩm solo xuất sắc nhất".[38]
- 1996: Người chiến thắng cuộc thi Eurovision lần thứ 8 dành cho các nghệ sĩ nhạc cụ trẻ ở Lisbon
- 1997: Prix d'Espoir giải thưởng của ngành công nghiệp âm nhạc châu Âu
- 1997:Giải nghệ sĩ độc tấu của liên hoan "Mecklenburg-Western Pomerania"
- 1998:Giải thưởng âm nhạc EIG
- 2000: Giải khuyến khích Deutschlandfunk
- 2005:  Giải thưởng cho CD Violin Concertos Người Nga ECHO Klassik
- 2005: Người chiến thắng Beethoven Ring
- 2006: Trong lễ kỷ niệm sinh nhật Mozart tại quê hương Salzburg, Fischer đã chơi đàn violin của Mozart (cùng Daniel Müller-Schott và Jonathan Gilad). Về sự kiện này, cô nói: "Trong giờ đầu tiên, tôi không thể chơi bất cứ thứ gì tôi muốn, bởi vì trong những ngày của Mozart, những cây vĩ cầm ngắn hơn rất nhiều và tôi không quen với điều đó".
- 2006: "Giải thưởng Tạp chí Âm nhạc BBC:Nghệ sĩ mới xuất sắc nhất năm 2006 cho CD Johann Sebastian Bach, Sonatas và Partitas cho violin độc tấu (BWV 1001–1006).
- 2007: Nghệ sĩ của năm The Classic FM, giải thưởng Gramophone.
- 2007: ECHO Klassik Award cho CD Tchaikovsky Violin Concerto
- 2009: MIDEM Giải thưởng Cổ điển "Nghệ sĩ Nhạc cụ của năm 2008".

Fisher được chọn là một trong 16 nghệ sĩ vĩ cầm của thế kỷ, cùng với Jascha Heifetz và Yehudi Menuhin, cho hộp bộ 20 CD của báo Sueddeutsche Zeitung năm 2006. Cô được đề cử giải thưởng âm nhạc cổ điển Gramophone (giải Grammy) năm 2007 cho hạng mục Nghệ sĩ của năm, kế nhiệm Martha Argerich (1999) và trước Hilary Hahn (2008).

## Danh sách đĩa nhạc
| Phát hành | Nhà soạn nhạc / Tên tác phẩm | Người biểu diễn | Nhãn / Danh mục số              | Định dạng           |
| --------- | --- | --- | ------------------------------- | ------------------- |
| 2002/08   | Brahms - Piano Quartet in G minor, Op. 25 | - Tatjana Masurenko (viola) - Gustav Rivinius (cello) - Lars Vogt (piano) | EMI Classics 5573772            | CD                  |
| 2002/10   | Vivaldi - The Four Seasons | - Academy of St. Martin in the Fields | Opus Arte/BBC OA0895D           | DVD-Video           |
| 2004/08   | Russian Violin Concertos - Khachaturian Violin Concerto in D minor, op. 46 - Prokofiev No. 1 in D major, Op. 19 - Glazunov Violin Concerto in A minor, Op. 82 | - Russian National Orchestra - Yakov Kreizberg (Nhạc trưởng) | PENTATONE PTC 5186 059          | Hybrid SACD         |
| 2005/03   | Bach - Sonatas and Partitas for Solo Violin, BWV 1001–1006 | | PENTATONE PTC 5186 072          | Hybrid SACD         |
| 2005/08   | Mozart - Violin Concertos Nos 3 & 4 - Adagio in E major, K. 261 - Rondo in B flat, K. 269 | - Netherlands Chamber Orchestra - Yakov Kreizberg (Nhạc trưởng) | PENTATONE PTC 5186 064          | Hybrid SACD         |
| 2006/06   | Mendelssohn - Piano Trios Nos. 1 & 2 | - Jonathan Gilad (piano) - Daniel Müller-Schott (cello) | PENTATONE PTC 5186 085          | Hybrid SACD         |
| 2006/09   | Mozart - Violin Concertos Nos 1, 2 & 5 | - Netherlands Chamber Orchestra - Yakov Kreizberg (Nhạc trưởng) | PENTATONE PTC 5186 094          | Hybrid SACD         |
| 2006/10   | Tchaikovsky - Violin Concerto in D major, Op. 35 - Sérénade mélancolique, Op. 26 - Valse–Scherzo, Op. 34 - Souvenir d'un lieu cher, Op. 42 | - Russian National Orchestra - Yakov Kreizberg (Nhạc trưởng)/(piano, Op. 42) | PENTATONE PTC 5186 095          | Hybrid SACD         |
| 2007/04   | Brahms - Violin Concerto in D major, Op. 77 - Double Concerto in A minor, Op. 102 | - Netherlands Philharmonic Orchestra - Yakov Kreizberg (cNhạc trưởng) - Daniel Müller-Schott (cello) | PENTATONE PTC 5186 066          | Hybrid SACD         |
| 2007/10   | Mozart - Sinfonia concertante for Violin, Viola and Orchestra in E flat, K. 364 - Rondo cung Đô trưởng, K. 373 - Concertone cho 2 Violin và dàn nhạc K. 190 | - Netherlands Chamber Orchestra - Yakov Kreizberg (Nhạc trưởng) - Gordan Nikolic (solo violin, K. 190)/(viola, K. 364)                                                                                                | PENTATONE PTC 5186 098          | Hybrid SACD         |
| 2009/01   | Bach - Concert for 2 Violins, Strings and Continuo in D minor, BWV 1043 - Violin Concerto in A minor, BWV 1041 - Violin Concerto in E major, BWV 1042 - Concerto for Violin and Oboe in C-Moll, BWV 1060 | - Academy of St. Martin in the Fields - Alexander Sitkovetsky (second solo violin, BWV 1043) - Andrey Rubtsov (oboe, BWV 1060)                                                                                        | Decca 478 0650                  | CD                  |
| 2009/08   | Schubert Complete Works for Violin and Piano, Volume 1 - Sonata for Violin and Piano in D major, D. 384 (Op. 137, No. 1) - Sonata for Violin and Piano in A minor, D. 385 (Op. 137, No. 2) - Sonata for Violin and Piano in G minor, D. 408 (Op. 137, No. 3) - Rondo for Violin and Piano in B minor "Rondo Brillant", D. 895 (Op. 70) | - Martin Helmchen (piano) | PENTATONE PTC 5186 347          | Hybrid SACD         |
| 2010/04   | Schubert Complete Works for Violin and Piano, Volume 2 - Sonata for Violin and Piano in A major, D. 574 (Op. posth. 162) - Fantasy for Violin and Piano in C major, D. 934 (Op. posth. 159) - Fantasy in F minor for Piano duet, D. 940 (Op. posth. 103) | - Martin Helmchen (piano) - Julia Fischer (piano phần 1, D. 940) | PENTATONE PTC 5186 348          | Hybrid SACD         |
| 2010/10   | Paganini - 24 Caprices for Solo Violin, Op. 1 | | Decca 478 2274                  | CD                  |
| 2010/08   | Saint-Saëns - Violin Concerto No. 3 in B minor, Op. 61 Grieg - Piano Concerto in A minor, Op. 16 | - Junge Deutsche Philharmonie - Matthias Pintscher (Nhạc trưởng) | Decca 074 3344                  | DVD-Video           |
| 2011/01   | Mozart – The Violin Concertos | Julia Fischer, Gordan Nikolić, Pieter-Jan Belder, Hans Meyer, Herre-Jan Stegenga, Yakov Kreizberg (Nhạc trưởng), Netherlands Chamber Orchestra                                                                        | PENTATONE PTC 5186453           | Hybrid SACD         |
| 2011/04   | Poème - Respighi Poema autunnale for violin and orchestra, P.146 - Suk Fantasy for violin and orchestra in G minor, Op. 24 - Chausson Poème for violin and orchestra, Op. 25 - Vaughan Williams The Lark Ascending | - Orchestre Philharmonique de Monte-Carlo - Yakov Kreizberg (Nhạc trưởng) | Decca 478 2684                  | CD                  |
| 2012/03   | In Memoriam Yakov Kreizberg. Works by Antonín Dvořák, Claude Debussy, Richard Wagner, Franz Schmidt, Johann Strauss Jr. | - Netherlands Philharmonic Orchestra - Wiener Symphoniker - Russian National Orchestra. - Yakov Kreizberg (Nhạc trưởng)                                                                                               | PENTATONE PTC 5186461           | Hybrid SACD         |
| 2013/03   | Dvořák - Violin Concerto in A minor, Op.53 Bruch - Violin Concerto No.1 in G minor, Op.26 | - Tonhalle Orchester Zürich - David Zinman (Nhạc trưởng) | Decca 478 3544                  | CD                  |
| 2014/02   | Sarasate - Zigeunerweisen, Op. 20 - Caprice Basque, Op. 24 - Jota Aragonesa, Op. 27 - Sérénade andalouse, Op. 28 - El canto del ruiseñor, Op. 29 - Danza Española No. 1: Malagueña, Op. 21, No. 1 - Danza Española No. 2: Habanera, Op. 21, No. 2 - Danza Española No. 3: Romanza Andaluza, Op. 22, No. 1 - Danza Española No. 4: Jota Navarra, Op. 22, No. 2 - Danza Española No. 5: Playera Op. 23 No. 1 - Danza Española No. 6: Zapateado, Op. 23, No. 2 - Danza Española No. 7: Vito, Op. 26, No. 1 - Danza Española No. 8: Habanera, Op. 26, No. 2 | - Milana Chernyavska (piano) | Decca 478 5950                  | CD                  |
| 2014/02   | Creating Timeless Classics Works by Robert Schumann, Peter Ilyich Tchaikovsky, Johann Sebastian Bach, Ludwig van Beethoven, Howard Blake | Martin Helmchen, Arabella Steinbacher, Nareh Arghamanyan, Mari Kodama, Julia Fischer, Russian National Orchestra, Concertgebouw Chamber Orchestra, Academy of St Martin in the Fields, Orchestre de la Suisse Romande | PENTATONE PTC 5186531           | Hybrid SACD         |
| 2014/10   | Schubert – Complete Works for Violin and Piano (re-issue) | Julia Fischer, Martin Helmchen (piano) | PENTATONE PTC 5186519           | Hybrid SACD         |
| 2015/09   | Julia Fischer at the BBC Proms (21 Jul 2014) - Dvořák Violin Concerto in A minor, Op.53 - Hindemith Sonata for Solo Violin in G minor op. 11 no. 6: III Finale. Lebhaft | - Tonhalle Orchester Zürich - David Zinman (Nhạc trưởng) | C Major 732104 / C Major 732008 | Blu-ray / DVD-Video |
| 2016/08   | Duo Sessions - Kodály Duo for Violin and Cello, Op. 7 - Schulhoff Duo for Violin and Cello - Ravel Sonata for Violin and Cello - Halvorsen Passacaglia in G minor on a Theme by George Frideric Handel | - Daniel Müller-Schott (cello) | ORFEO International C 902 161 A | CD                  |
| 2017      | Johann Sebastian Bach - Sonatas and Partitas for Solo Violin BWV 1001–1006 | |                                 |                     |